# Stephanopis spissa
Stephanopis spissa is een spinnensoort in de taxonomische indeling van de krabspinnen (Thomisidae).
Het dier behoort tot het geslacht Stephanopis. De wetenschappelijke naam van de soort werd voor het eerst geldig gepubliceerd in 1849 door Hercule Nicolet.